# Ел Росарио, Анајал (Зиватеутла)
Ел Росарио, Анајал (шп. El Rosario, Anayal) насеље је у Мексику у савезној држави Пуебла у општини Зиватеутла. Насеље се налази на надморској висини од 460 м.

## Становништво
Према подацима из 2005. године у насељу су живела 3 становника.

### Хронологија
| Година       | 2000          | 2005 |
| ------------ | ------------- | ---- |
| Становништво | 120 (66 / 54) | 3    |

### Попис
| # | Индикатор                        | Вредност |
| - | -------------------------------- | -------- |
| 1 | Укупно појединачних домаћинстава | 1        |